# Siquijor

Siquijor

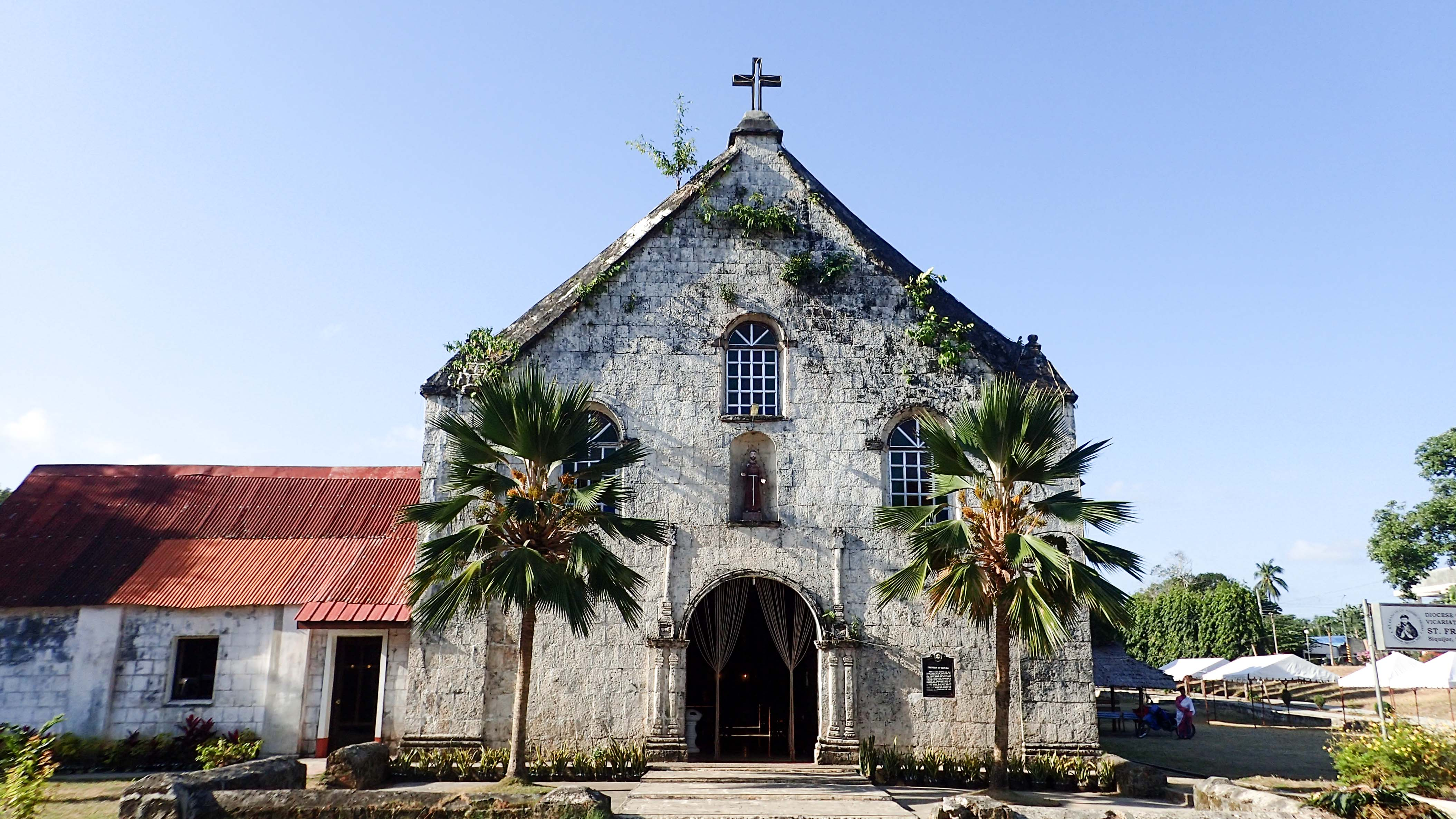

Siquijor – wyspa i prowincja na Filipinach w regionie Central Visayas. Jest położona na południowym wschodzie od wyspy Negros i na południu od wyspy Cebu na morzu Mindanao. Na wyspę najprościej dostać się z Dumaguete promem, podróż trwa, w zależności od rodzaju promu, maksymalnie dwie godziny.
Powierzchnia: 337,5 km². Liczba ludności: 87 695 mieszkańców (2007). Gęstość zaludnienia wynosi 259,8 mieszk./km². Stolicą prowincji jest Siquijor.
Siquijor jest uznawana za wyspę magiczną, większość Filipińczyków twierdzi, że jest przeklęta, przez co jeszcze bardziej jest interesująca dla turystów. Na wyspie w górach można spotkać liczne plemiona szamanów, którzy leczą, ale też uzdrawiają. Każdego roku w kwietniu na wyspie odbywa się festiwal leczniczy, podczas którego zbierają się szamani z całej wyspy i w najwyższym punkcie góry odprawiają swoje rytuały. Festiwal trwa cały tydzień i jest atrakcją dla turystów, ale również miejscowych.